# Xylacanthus
Xylacanthus, monotipični biljni rod iz porodice primogovki smješten u tribus Ruellieae, dio potporodice Acanthoideae. Jedina vrsta je X. laoticus, endem iz Laosa. Opisan je u Turczaninowia 21(2): 102 (2018) 

## Opis
Ovo malo listopadno drvo ili kraški grm na suhim vrhovima vapnenačkih planina u okrugu Pon Xay provincije Luang Prabang u središnjem dijelu sjevernog Laosa. Naraste do 5 metara visine a cvjeta i daje plodove prije formiranja lista. Novi rod ima prilično izoliran taksonomski položaj zbog svoje florne morfologije, kserofitnog životnog oblika i obveznog listopadnog kserofitnog karaktera. Rasprostranjenost ove biljke ograničena je vapnenačkim kraškim područjima središnjeg dijela sjevernog Laosa u granicama provincije Luang Prabang.